# قطار توربینی

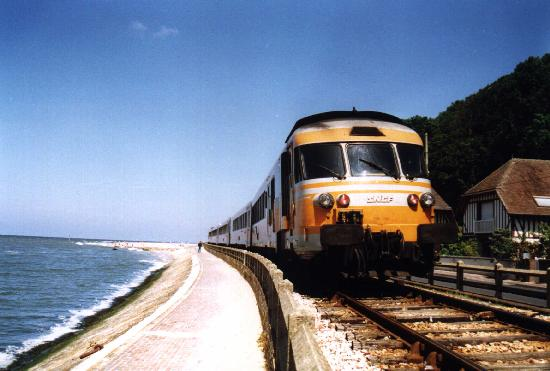
یک قطار توربینی متعلق به شرکت ملی راه‌آهن فرانسه در دوویل

قطار توربینی یا توربوترن (به انگلیسی: turbotrain) به قطاری که با نیروی محرکه توربینی حرکت کند گفته می‌شود. نخستین نمونه از این قطارها در سال ۱۹۶۷ توسط شرکت ملی راه‌آهن فرانسه به کار کرفته شد. ۴ نوع از این قطارها ساخته شده است و سال آخرین خدمت آن به ۲۰۰۵ بازمی‌گردد. این قطار زمینه را برای ایجاد ت ژ و ایجاد کرد.